# Asplenium ambohitantelense
Asplenium ambohitantelense är en svartbräkenväxtart som beskrevs av Rakotondr. Asplenium ambohitantelense ingår i släktet Asplenium och familjen Aspleniaceae. Inga underarter finns listade.